# موش جنگلی کوهی لوزون
موش جنگلی کوهی لوزون (نام علمی: Apomys datae) نام یک گونه از سرده موش‌های جنگلی فیلیپین است.